# Africactenus sladeni
Africactenus sladeni är en spindelart som beskrevs av Keith Hyatt 1954. Africactenus sladeni ingår i släktet Africactenus och familjen Ctenidae.
Artens utbredningsområde är Kamerun. Inga underarter finns listade i Catalogue of Life.